# Iantarnoe, Stînga Nistrului
Iantarnoe este un sat din cadrul comunei Rașcov din Unitățile Administrativ-Teritoriale din Stînga Nistrului, Republica Moldova. În anul 2004 satul avea 156 de locuitori, din care 92 ucraineni, 50 moldoveni și 13 ruși.